# Bulbophyllum asperulum
Bulbophyllum asperulum là một loài phong lan thuộc chi Bulbophyllum.